# 立枝歩
立枝 歩（たちえだ あゆみ、1958年1月7日 - ）は、日本の女優。身長160cm。本名同じ。
東京都豊島区出身。淑徳学園高等学校（現・淑徳SC高等部）卒業。[]所属。

## 人物・略歴
高校生時代からモデルとして活動。1976年にデビュー。特に1970年代後半、人気ドラマに主演ゲストとして多数出演作がある。
現在も舞台出演を中心に活動中である。
父は設計技師。兄が居る。
特技はバトンガール、子供への読み聞かせ。趣味はデコパージュ、ドライブ、読書。

## 出演作品

### テレビドラマ
- 俺たちの朝 第10話「別離とイヤリングと友達の女」（1976年、東宝 / NTV） - 立花のぶえ
- 夜明けの刑事 第100話「ヘビにのまれたスッポン刑事」（1977年、TBS）
- 連続テレビ小説（NHK）
  - いちばん星（1977年）
  - おていちゃん（1978年）
- 小さなスーパーマン ガンバロン 第3話「危うし! SL・新幹線」（1977年、創英舎 / NTV） - 桂木冬子
- 太陽にほえろ!（東宝 / NTV）
  - 第247話「家出」（1977年） - 下村陽子
  - 第279話「愛と怒り」（1977年） - 立花冴子
  - 第314話「拝啓ロッキー刑事様」（1978年） - 小谷早苗
  - 第381話「ともしび」（1979年） - 石野美紀
  - 第473話「ダーティなゴリ」（1981年） - 原田映子
  - 第505話「ジプシーの涙」（1982年） - 田坂弘美
  - 第521話「ボギー刑事登場!」（1982年） - 大島祐子
  - 第583話「三人の未亡人」（1983年） - 吉沢敏江
- 横溝正史シリーズ 「獄門島」（1977年、MBS / 東宝） - 鬼頭雪枝
- 月曜スター劇場 / ひまわりの家（1977年、NTV）
- 青春ド真中! 第11話「女ごころが揺れました!!」（1978年、NTV） - 青木めぐみ
- 七人の刑事 第3シリーズ 第31話「悪魔の土曜日」（1978年、TBS）
- 大河ドラマ（NHK）
  - 草燃える（1979年） - さつき
  - 徳川家康（1983年） - 百合
- 俺たちは天使だ! 第6話「運が悪けりゃ痛み分け」（1979年、NTV） - 中村光子
- コメットさん 第62話「幽霊のしあわせ」（1979年、TBS）
- 花王 愛の劇場（TBS）
  - 二十四の瞳（1979年）
  - 家庭って?（1986年）
- 特捜最前線（東映 / ANB）
  - 第135話「われら殺人安保条約!」（1979年）
  - 第143話「殺人伝言板・それぞれのクリスマス」（1979年） - 津上トモ子
  - 第146話「殉職I・津上刑事よ永遠に!」（1980年） - 津上トモ子
  - 第147話「殉職II・帰らざる笑顔!」（1980年） - 津上トモ子
  - 第164話「再会・容疑者は刑事の妹」（1980年） - 津上トモ子
  - 第351話「津上刑事の遺言!」（1984年） - 津上トモ子
- 新春愉快な"楽"習塾（1980年、NHK）
- 東芝日曜劇場（TBS）
  - しづやしづ（1980年）
  - 朝の台所 その2（1980年）
- 大捜査線→大捜査線シリーズ 追跡（1980年、CX）
  - 第11話「入社式」
  - 第40話「悪魔のような女」
- ライオン奥様劇場 / ひまわり戦争（1980年、CX）
- ゴールデン劇場 / ある日突然?!スパゲティ（1980年、ANB）
- 江戸の朝焼け 第6話「十五夜小町」（1980年、CX / 東宝） - おしの
- 土曜ワイド劇場（ANB）
  - 笑う真犯人・危険な妹（1981年、松竹）
  - 披露宴ツアー殺人事件（1988年、にっかつ撮影所）
  - ズームイン!!朝!殺人事件（1988年）
  - 原教子の「二泊三日の旅」シリーズ 第4作「披露宴ツアー殺人事件」（1988年） - 麻子
- 木曜ゴールデンドラマ（YTV）
  - 大誘拐 陽気なお婆ちゃんの身代金はなんと百億円!（1981年）
  - 愛は二度燃える（1987年）
- ザ・ハングマンシリーズ（ABC / 松竹芸能）
  - ザ・ハングマン 第21話「替え玉合格の悪ガキは十三階段へ」（1981年） - 井口祐子
  - 新ハングマン 第3話「ホテル腹上死を演出する始末屋」（1983年） - 水沢純子
- 俺はおまわり君 第10話「夜もふけて、ひと恋しくて…」（1981年、NTV）
- 長七郎天下ご免! 第82話「賭けた二の腕 風鈴ながし」（1981年） - お咲
- 新五捕物帳 第140話「鴉は知っていた」（1981年、NTV / ユニオン映画） - お里
- 大江戸捜査網 第506話「荒野に散った夫婦花」（1981年、12ch / 三船プロ） - おなつ
- 時代劇スペシャル 愛妻武士道（1981年、CX / 俳優座） - おその
- 文吾捕物帳 第15話「かわいい女」（1982年、ANB / 三船プロ）
- 源九郎旅日記 葵の暴れん坊 第2話「命を的の母ごころ」（1982年、ANB / 東映） - おもよ
- 松平右近事件帳 第25話「人情破れ傘」（1982年、NTV） - お千代
- 水戸黄門 第13部 第12話「伊勢参り 娘初春七変化 -伊勢-」（1983年1月3日、TBS / C.A.L） - お道
- 西部警察 PART-II 第10話「大追跡!!静岡市街戦」、第11話「大激闘!! 浜名湖決戦」（1982年、ANB / 石原プロ） - 中西節子
- 同心暁蘭之介 第45話「同心哀話」（1982年）
- 流れる星は生きている（1982年、TBS）
- ポーラテレビ小説 / 白き牡丹に（1982年 - 1983年、TBS） - 君江
- 日立テレビシティ / 愛の賛歌（1983年、TBS）
- 大奥 第29話「渚の体験」（1983年、KTV） - おちよ
- 暴れん坊将軍II 第21話「裏切りを覗いた女」（1983年、ANB） - 絹江
- 長七郎江戸日記 第1シリーズ 第27話「仇花、風に舞う」（1984年、NTV） - おたき
- 私鉄沿線97分署 第3話「今川焼でタッチダウン!」（1984年、ANB / 国際放映） - 小宮さち子
- 大岡越前 第8部 第15話「厩火事殺人事件」（1984年、TBS / C.A.L） - おとき 役
- 遠山の金さんII 第33話「男ひとり・流れのままに!」（1986年、ANB）
- 銭形平次 第1話「刑場の花嫁」（1987年、NTV） - お美乃
- 火曜スーパーワイド / サザエさん旅あるき（1988年、ANB）
- 月曜・女のサスペンス / 列島縦断サスペンス 熱海・大島 死の航路（1991年、TX） - 高木冬子
- おらんだ左近（1991年、TX）
- はぐれ刑事純情派 第11シリーズ 第14話「代理殺人!? 結婚サギ謎の女」（1998年、ANB / 東映） - 瀬戸友美
- 土曜ドラマ / フードファイト（2000年、NTV）
- キッズ・ウォーファイナル（2003年、CBC制作 / TBS系放映） - 新田伸江
- ドラマ30 / 幼稚園ゲーム3（2003年 - 2004年、CBC / TBS） - 石野加奈
- 愛し君へ 第2話（2004年、CX）
- DRAMA COMPLEX終戦記念スペシャル 「ひめゆり隊と同じ戦火を生きた少女の記録 最後のナイチンゲール」（2006年8月、NTV）
- 三つの月（2015年、CBC）
- やすらぎの郷（2017年8月、ANB） - 犬井良子
- 刑事7人 Season6（2020年） - 室井道子
- 相棒 Season19（2020年） - 井口啓子
- らせんの迷宮〜DNA科学捜査〜 第5話（2021年11月12日、テレビ東京） - 澤井綾子
- 愛しい嘘〜優しい闇〜 第2話（2022年1月21日、テレビ朝日） - 岩崎琴江
- スタンドUPスタート 第8話（2023年3月8日、フジテレビ） - 轟久江
- グランマの憂鬱 第5話（2023年5月6日、東海テレビ・フジテレビ） - 津田智子 役

### 映画
- ダイナマイトどんどん（1978年、大映）

### 舞台
- 夢千代日記

### CM
- 浅田飴（1974年）
- ポリデント（2000年 - ） - 街頭インタビュアー

## 備考
1. 1 2 3 4 5  週刊TVガイド 1979年4月6日号 210頁「ちょっと気になりませんか」
2. ↑  過去の版に、読み表記を「あゆむ」としたものがあるが、所属プロダクションのプロフィールでも「あゆみ」と表記されている。
3. 1 2 3 4 5 6  『日本タレント名鑑'82』VIPタイムズ社、1981年、325頁。
4. 1 2 3 4  週刊テレビ番組（東京ポスト）1980年8月1日号 p.32